# На Англию прощальный взгляд
«На Англию прощальный взгляд» (англ. The Last of England) — британский фильм режиссёра-авангардиста Дерека Джармена.

## Сюжет
Фильм состоит из серии эпизодов без диалогов — взгляд на современную Англию королевы Елизаветы, прошедшей ради этого сквозь века, оказавшись в нашем времени. Сюжет фильма состоит из мозаики, представляет собой апокалиптическую картину грядущего упадка и гибели Англии, для чего использованы необычные ракурсы, старые киноленты, изображения гомосексуальной любви и всего прочего, что несет мысль об опасности бездуховности и вырождения, которые подстерегают западную цивилизацию в её развитии.

## Награды
Фильм участвовал в кинофестивалях, побеждал и получал награды:
- 1988 — премия «Тедди» Берлинского кинофестиваля
- 1988 — премия Ассоциации кинокритиков Лос-Анджелеса